# Чиведжре Ньясоро
Чиведжре (Чівере) Ньясоро (*д/н — бл. 1560) — 8-й мвене-мутапа (володар) Мономотапи в 1550—1560 роках.

## Життєпис
Походив з династії Мбіре. Син мвене-мутапи Чікуйо Чисамаренгу. Втім після смерті батька близько 1530 року не зміг знайти підтримку серед свого роду та знаті. Тому трон посів його стриєчний брат Нешангве Мунембіре. Лише після смерті останнього близько 1550 року зумів здобути владу.
Намагався продовжити політику попередника, зберігаючи союз і торгівельні відносини з португальцями й намагаючись приборкати сусідів. Втім уже невдовзі проти нього почалися повстання племен тонга, що суттєво послабило державу. При цьому португальці зуміли встановити владу над значною частиною течії річки Замбезі. Тому Чиведжре Ньясоро мусив погодитися на участь португальських торговців на ярмарках з продажу золота, що відбувалися на плато Каранга. При цьому на головному ярмарку в Массапі перебував капітан португальців, який збирав податки з торгівців від імені мвене-мутапи.
Помер близько 1560 року. Трон успадкував його небіж Негомо Чирісамгуру.